# Sport- und Schwimmverein Jahn 2000 Regensburg 2018-2019
Questa voce raccoglie le informazioni riguardanti il Sport- und Schwimmverein Jahn 2000 Regensburg  nelle competizioni ufficiali della stagione calcistica 2018-2019.

## Stagione
Nella stagione 2018-2019 il Jahn Ratisbona, allenato da Achim Beierlorzer, concluse il campionato di 2. Bundesliga all'8º posto. In coppa di Germania il Jahn Ratisbona fu eliminato al primo turno dall'Paderborn.

## Rosa
| N. |                      | Ruolo | Calciatore           |
| -- | -------------------- | ----- | -------------------- |
| 1  | Germania (bandiera)  | P     | Philipp Pentke       |
| 32 | Germania (bandiera)  | P     | Alexander Weidinger  |
| 33 | Germania (bandiera)  | P     | André Weis           |
| 14 | Germania (bandiera)  | D     | Marcel Correia       |
| 19 | Germania (bandiera)  | D     | Jonas Föhrenbach     |
| 17 | Germania (bandiera)  | D     | Oliver Hein          |
| 28 | Germania (bandiera)  | D     | Sebastian Nachreiner |
| 3  | Germania (bandiera)  | D     | Alexander Nandzik    |
| 24 | Turchia (bandiera)   | D     | Ali Odabas           |
| 16 | Lituania (bandiera)  | D     | Markus Palionis      |
| 6  | Germania (bandiera)  | D     | Benedikt Saller      |
| 4  | Danimarca (bandiera) | D     | Asger Sørensen       |
| 26 | Polonia (bandiera)   | C     | André Dej            |
| 29 | Germania (bandiera)  | C     | Adrian Fein          |

| N. |                     | Ruolo | Calciatore            |
| -- | ------------------- | ----- | --------------------- |
| 8  | Germania (bandiera) | C     | Andreas Geipl         |
| 18 | Germania (bandiera) | C     | Marc Lais             |
| 20 | Germania (bandiera) | C     | Maximilian Thalhammer |
| 23 | Armenia (bandiera)  | A     | Sargis Adamyan        |
| 25 | Marocco (bandiera)  | A     | Hamadi Al Ghaddioui   |
| 10 | Germania (bandiera) | A     | Julian Derstroff      |
| 11 | Germania (bandiera) | A     | Sebastian Freis       |
| 9  | Germania (bandiera) | A     | Jann George           |
| 15 | Germania (bandiera) | A     | Marco Grüttner        |
| 24 | Germania (bandiera) | A     | Haris Hyseni          |
| 21 | Germania (bandiera) | A     | Jonas Nietfeld        |
| 22 | Germania (bandiera) | A     | Sebastian Stolze      |
| 7  | Kosovo (bandiera)   | A     | Albion Vrenezi        |

## Organigramma societario
Area tecnica
- Allenatore: Achim Beierlorzer
- Allenatore in seconda: Andreas Gehlen, Jonas Maier, Mersad Selimbegovic
- Preparatore dei portieri: Kristian Barbuščák
- Preparatori atletici:

## Risultati

### 2. Bundesliga

#### Girone di andata
| Arbitro: | Storks |

|                              |           |                 |
| Saller 45’ Ananou 72’ (aut.) | Marcatori | 5’ Kerschbaumer |

| Arbitro: | Schmidt |

|            |           |              |
| Röcher 71’ | Marcatori | 56’ Gugganig |

| Arbitro: | Siewer |

|             |           |            |
| Erdmann 29’ | Marcatori | 43’ Kittel |

| Arbitro: | Petersen |

|                                     |           |                          |
| Röcher 19’ Lezcano 70’ Benschop 79’ | Marcatori | 37’ Testroet 90’ Nazarov |

| Arbitro: | Kempter |

|                                                                          |           |  |
| Hinterseer 4’ (rig.), 62’, 66’ (rig.) Kruse 14’ Weilandt 19’ Losilla 78’ | Marcatori |  |

| Arbitro: | Alt |

|  |           |              |
|  | Marcatori | 82’ Miyaichi |

| Arbitro: | Aarnink |

|                         |           |            |
| Terodde 70’ (rig.), 85’ | Marcatori | 53’ Kittel |

| Arbitro: | Dankert |

|                     |           |                                |
| Kutschke 80’ (rig.) | Marcatori | 43’ (rig.) Andersson 73’ Gogia |

| Arbitro: | Dingert |

|                  |           |                  |
| Kerschbaumer 63’ | Marcatori | 33’, 61’ Klement |

| Arbitro: | Fritz |

|                                                     |           |  |
| Wooten 7’ (rig.) Linsmayer 66’ Schleusener 78’, 86’ | Marcatori |  |

| Arbitro: | Siewer |

|           |           |                  |
| Matip 90’ | Marcatori | 79’ (aut.) Matip |

| Arbitro: | Gräfe |

|                                  |           |                        |
| Schindler 64’ (rig.) Thesker 88’ | Marcatori | 56’ Neumann 61’ Ananou |

| Arbitro: | Osmers |

|           |           |          |
| Cohen 55’ | Marcatori | 78’ Klos |

| Arbitro: | Jöllenbeck |

|                          |           |  |
| Ebert 7’ (rig.) Koné 16’ | Marcatori |  |

| Arbitro: | Reichel |

|          |           |                    |
| Kaya 54’ | Marcatori | 28’ Hunt 51’ Hwang |

| Arbitro: | Sather |

|                  |           |                   |
| Kempe 83’ (rig.) | Marcatori | 2’ (rig.) Lezcano |

| Arbitro: | Koslowski |

|             |           |              |
| Lezcano 24’ | Marcatori | 76’ Thomalla |

#### Girone di ritorno
| Arbitro: | Kempter |

|            |           |                    |
| Kittel 39’ | Marcatori | 28’, 75’ Ghaddioui |

| Arbitro: | Müller |

|  |           |                    |
|  | Marcatori | 73’ (rig.) Lezcano |

| Arbitro: | Günsch |

|  |           |             |
|  | Marcatori | 81’ Türpitz |

| Arbitro: | Alt |

|  |           |                                            |
|  | Marcatori | 14’ Kittel 50’ Kotzke 77’ (aut.) Cacutalua |

| Arbitro: | Jablonski |

|                 |           |            |
| Kittel 31’, 38’ | Marcatori | 72’ Janelt |

| Arbitro: | Rohde |

|           |           |  |
| Meier 54’ | Marcatori |  |

| Arbitro: | Heft |

|             |           |                                |
| Paulsen 90’ | Marcatori | 40’ (rig.) Modeste 59’ Drexler |

| Arbitro: | Kampka |

|                                |           |  |
| Andersson 43’ (rig.) Gogia 79’ | Marcatori |  |

| Arbitro: | Osmers |

|                                  |           |                  |
| Klement 75’ Antwi-Adjei 77’, 85’ | Marcatori | 52’ Kerschbaumer |

| Arbitro: | Gräfe |

|             |           |                        |
| Paulsen 12’ | Marcatori | 55’ Behrens 90’ Wooten |

| Arbitro: | Kempter |

|                          |           |                                              |
| Il'jučenko 46’ Wolze 90’ | Marcatori | 31’, 61’ (rig.) Lezcano 89’ Kittel 90’ Pledl |

| Arbitro: | Storks |

|             |           |             |
| Lezcano 13’ | Marcatori | 53’ Karazor |

| Arbitro: | Reichel |

|                |           |                                 |
| Voglsammer 89’ | Marcatori | 31’ Gaus 48’ Kutschke 63’ Pledl |

| Arbitro: | Schlager |

|            |           |  |
| Kittel 47’ | Marcatori |  |

| Arbitro: | Schmidt |

|  |           |                               |
|  | Marcatori | 8’ Lezcano 68’ Pledl 72’ Gaus |

| Arbitro: | Petersen |

|                                     |           |  |
| Kittel 21’ Lezcano 45’ Kutschke 55’ | Marcatori |  |

| Arbitro: | Storks |

|                                               |           |                     |
| Mainka 27’ Andrich 32’ Feick 82’ Leipertz 88’ | Marcatori | 59’ Kittel 76’ Gaus |

#### Play-out
| Arbitro: | Winkmann |

|            |           |                        |
| Kyereh 90’ | Marcatori | 1’, 47’ (rig.) Lezcano |

| Arbitro: | Willenborg |

|                              |           |                                           |
| Kerschbaumer 13’ Paulsen 68’ | Marcatori | 11’ Kyereh 30’ Dittgen 43’ (aut.) Paulsen |

### Coppa di Germania
| Arbitro: | Siebert |

|                    |           |            |
| Hünemeier 34’, 44’ | Marcatori | 76’ Kittel |

## Statistiche

### Statistiche di squadra
| Competizione      | Punti | In casa | In casa | In casa | In casa | In casa | In casa | In trasferta | In trasferta | In trasferta | In trasferta | In trasferta | In trasferta | Totale | Totale | Totale | Totale | Totale | Totale | DR |
| Competizione      | Punti | G       | V       | N       | P       | Gf      | Gs      | G            | V            | N            | P            | Gf           | Gs           | G      | V      | N      | P      | Gf     | Gs     | DR |
| ----------------- | ----- | ------- | ------- | ------- | ------- | ------- | ------- | ------------ | ------------ | ------------ | ------------ | ------------ | ------------ | ------ | ------ | ------ | ------ | ------ | ------ | -- |
| 2. Bundesliga     | 49    | 17      | 6       | 6       | 5       | 19      | 23      | 17           | 6            | 7            | 4            | 36           | 31           | 34     | 12     | 13     | 9      | 55     | 54     | +1 |
| Coppa di Germania | -     | 0       | 0       | 0       | 0       | 0       | 0       | 1            | 0            | 0            | 1            | 1            | 2            | 1      | 0      | 0      | 1      | 1      | 2      | -1 |
| Totale            | -     | 17      | 6       | 6       | 5       | 19      | 23      | 18           | 6            | 7            | 5            | 37           | 33           | 35     | 12     | 13     | 10     | 56     | 56     | 0  |

### Andamento in campionato
| Giornata  | 1 | 2  | 3  | 4  | 5  | 6  | 7 | 8 | 9 | 10 | 11 | 12 | 13 | 14 | 15 | 16 | 17 | 18 | 19 | 20 | 21 | 22 | 23 | 24 | 25 | 26 | 27 | 28 | 29 | 30 | 31 | 32 | 33 | 34 |
| --------- | - | -- | -- | -- | -- | -- | - | - | - | -- | -- | -- | -- | -- | -- | -- | -- | -- | -- | -- | -- | -- | -- | -- | -- | -- | -- | -- | -- | -- | -- | -- | -- | -- |
| Luogo     | C | T  | C  | T  | C  | T  | C | T | T | C  | T  | C  | T  | C  | T  | C  | T  | T  | C  | T  | C  | T  | C  | T  | C  | C  | T  | C  | T  | C  | T  | C  | T  | C  |
| Risultato | V | P  | N  | P  | P  | V  | V | V | N | N  | N  | N  | V  | N  | N  | P  | N  | V  | V  | P  | P  | N  | V  | V  | N  | P  | N  | V  | N  | V  | P  | P  | V  | N  |
| Posizione | 4 | 11 | 11 | 13 | 15 | 13 | 9 | 5 | 8 | 9  | 9  | 9  | 7  | 8  | 10 | 10 | 9  | 9  | 8  | 9  | 9  | 9  | 8  | 8  | 8  | 8  | 8  | 8  | 8  | 7  | 8  | 8  | 8  | 8  |

Legenda:

Luogo: C = Casa; T = Trasferta. Risultato: V = Vittoria; N = Pareggio; P = Sconfitta.

### Statistiche dei giocatori
| Giocatore     | 2. Bundesliga | 2. Bundesliga | 2. Bundesliga | 2. Bundesliga | Coppa di Germania | Coppa di Germania | Coppa di Germania | Coppa di Germania | Totale   | Totale | Totale      | Totale     |
| Giocatore     | Presenze      | Reti          | Ammonizioni   | Espulsioni    | Presenze          | Reti              | Ammonizioni       | Espulsioni        | Presenze | Reti   | Ammonizioni | Espulsioni |
| ------------- | ------------- | ------------- | ------------- | ------------- | ----------------- | ----------------- | ----------------- | ----------------- | -------- | ------ | ----------- | ---------- |
| P. Pentke     | 30            | 0             | 1             | 0             | -                 | -                 | -                 | -                 | 30       | 0      | 1           | 0          |
| A. Weidinger  | 1             | 0             | 0             | 0             | -                 | -                 | -                 | -                 | 1        | 0      | 0           | 0          |
| A. Weis       | 4             | 0             | 1             | 0             | 1                 | 0                 | 0                 | 0                 | 5        | 0      | 1           | 0          |
| M. Correia    | 29            | 2             | 4             | 1             | 1                 | 0                 | 0                 | 0                 | 30       | 2      | 4           | 1          |
| J. Föhrenbach | 26            | 1             | 3             | 0             | -                 | -                 | -                 | -                 | 26       | 1      | 3           | 0          |
| O. Hein       | 6             | 0             | 2             | 0             | -                 | -                 | -                 | -                 | 6        | 0      | 2           | 0          |
| S. Nachreiner | 9             | 0             | 3             | 0             | -                 | -                 | -                 | -                 | 9        | 0      | 3           | 0          |
| A. Nandzik    | 14            | 0             | 2             | 0             | 1                 | 0                 | 0                 | 0                 | 15       | 0      | 2           | 0          |
| A. Odabas     | -             | -             | -             | -             | -                 | -                 | -                 | -                 | -        | -      | -           | -          |
| M. Palionis   | 5             | 0             | 0             | 1             | -                 | -                 | -                 | -                 | 5        | 0      | 0           | 1          |
| B. Saller     | 31            | 1             | 9             | 0             | 1                 | 0                 | 1                 | 0                 | 32       | 1      | 10          | 0          |
| A. Sørensen   | 27            | 0             | 5             | 0             | 1                 | 0                 | 0                 | 0                 | 28       | 0      | 5           | 0          |
| A. Dej        | -             | -             | -             | -             | -                 | -                 | -                 | -                 | -        | -      | -           | -          |
| A. Fein       | 20            | 0             | 3             | 0             | -                 | -                 | -                 | -                 | 20       | 0      | 3           | 0          |
| A. Geipl      | 31            | 1             | 9             | 0             | 1                 | 0                 | 0                 | 0                 | 32       | 1      | 9           | 0          |
| M. Lais       | 22            | 1             | 1             | 0             | 1                 | 0                 | 0                 | 0                 | 23       | 1      | 1           | 0          |
| M. Thalhammer | 22            | 1             | 1             | 0             | -                 | -                 | -                 | -                 | 22       | 1      | 1           | 0          |
| S. Adamyan    | 33            | 15            | 9             | 0             | 1                 | 0                 | 0                 | 0                 | 34       | 15     | 9           | 0          |
| H. Ghaddioui  | 33            | 11            | 4             | 0             | -                 | -                 | -                 | -                 | 33       | 11     | 4           | 0          |
| J. Derstroff  | 4             | 0             | 2             | 0             | 1                 | 1                 | 0                 | 0                 | 5        | 1      | 2           | 0          |
| S. Freis      | 4             | 0             | 0             | 0             | -                 | -                 | -                 | -                 | 4        | 0      | 0           | 0          |
| J. George     | 32            | 5             | 2             | 1             | -                 | -                 | -                 | -                 | 32       | 5      | 2           | 1          |
| M. Grüttner   | 32            | 12            | 10            | 0             | 1                 | 0                 | 0                 | 0                 | 33       | 12     | 10          | 0          |
| H. Hyseni     | -             | -             | -             | -             | 1                 | 0                 | 0                 | 0                 | 1        | 0      | 0           | 0          |
| J. Nietfeld   | 18            | 0             | 0             | 0             | 1                 | 0                 | 0                 | 0                 | 19       | 0      | 0           | 0          |
| S. Stolze     | 30            | 3             | 5             | 0             | 1                 | 0                 | 0                 | 0                 | 31       | 3      | 5           | 0          |
| A. Vrenezi    | 9             | 0             | 0             | 0             | 1                 | 0                 | 0                 | 0                 | 10       | 0      | 0           | 0          |
| D. Volkmer    | 1             | 0             | 0             | 0             | -                 | -                 | -                 | -                 | 1        | 0      | 0           | 0          |